# Equilibrador de bateria

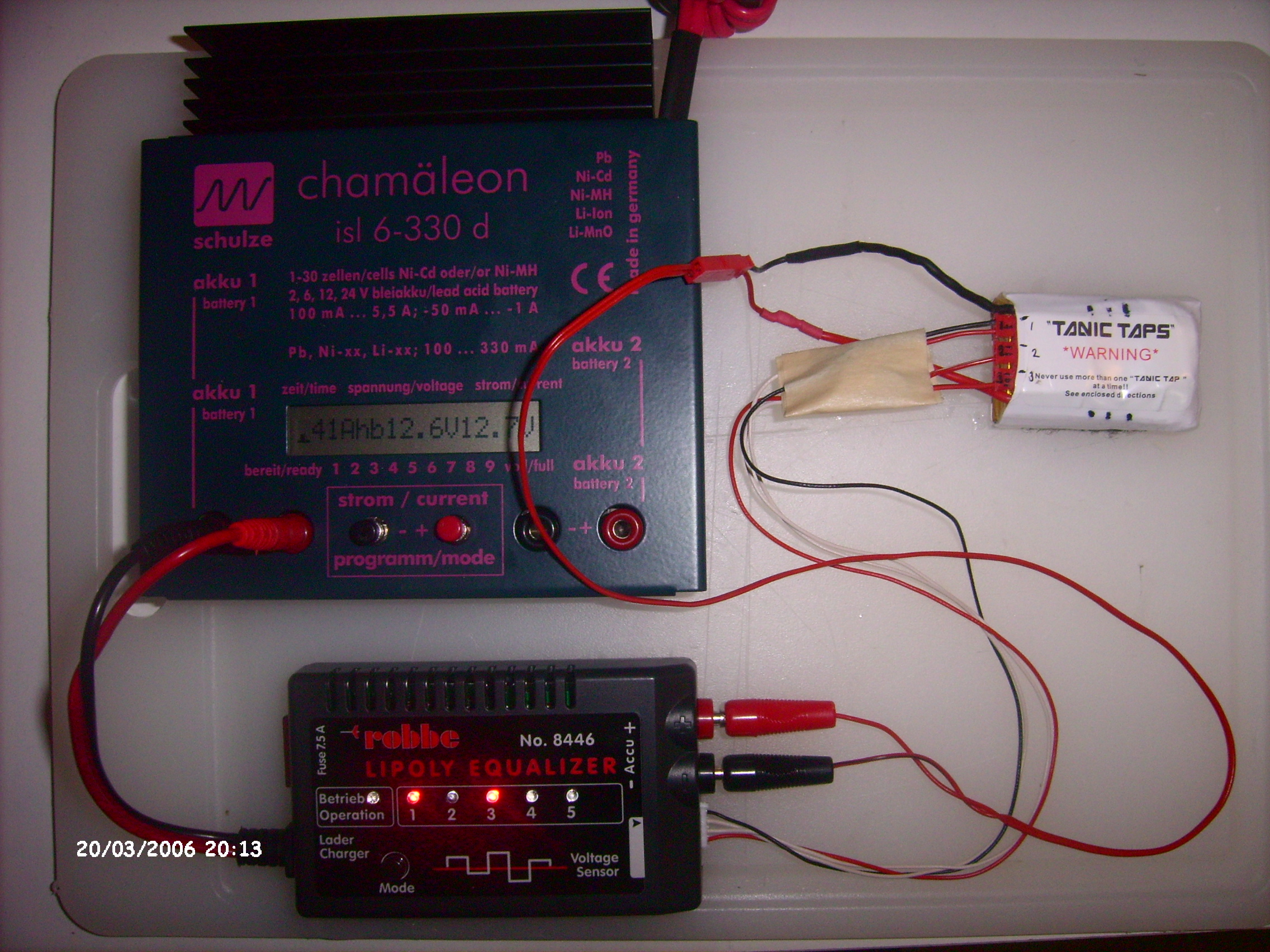
Equilibrador per a cel·les de polímer de liti que equilibren una bateria de 3 cel·les

Un equilibrador de bateria o regulador de bateria (anglès: Balancer) és un circuit electrònic que sol formar part d'un sistema de gestió de bateries. Es pretén garantir la distribució uniforme de la càrrega elèctrica de totes les cel·les galvàniques dins d'un paquet de bateries que són d'estructura similar però lleugerament diferents des del punt de vista elèctric a causa de les toleràncies de fabricació i l'envelliment. D'aquesta manera s'aconsegueix un compromís en termes de capacitat útil i protecció de cel·les individuals d'estats de càrrega crítics. és un dispositiu elèctric en un paquet de bateries que realitza l'equilibri de la bateria. Els equilibradors es troben sovint en paquets de bateries d'ions de liti per a ordinadors portàtils i vehicles elèctrics. etc.

## Problema

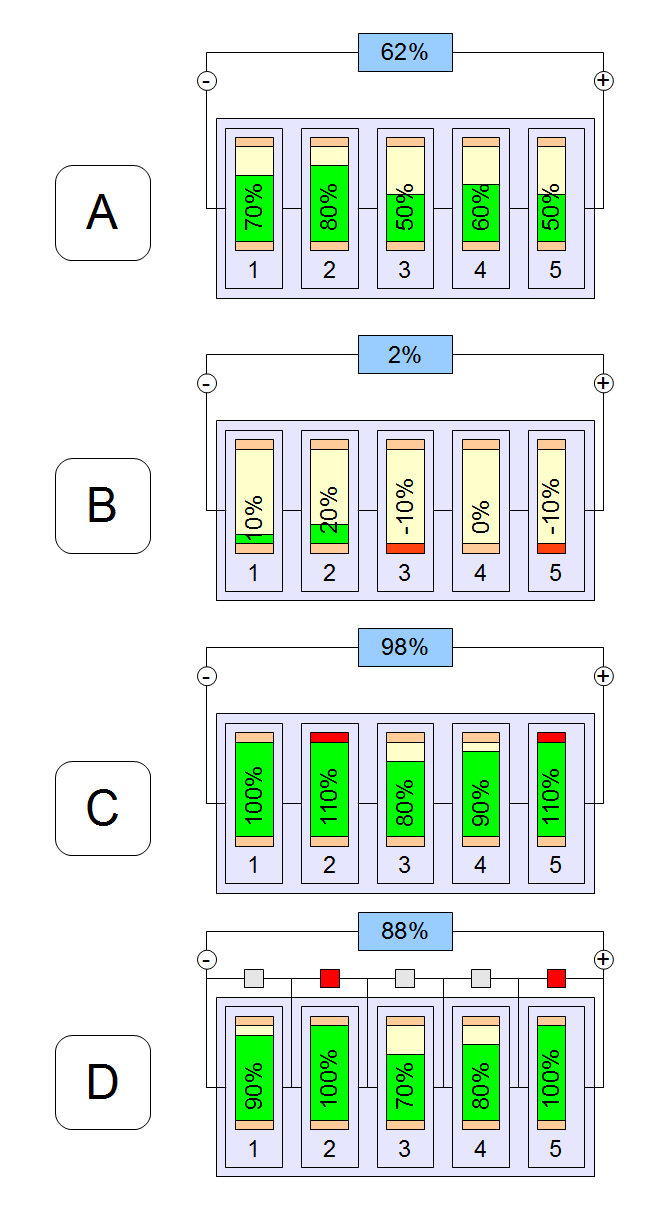
bateria de 5 cel·les, cel·la 5 amb menor capacitat;
A: desequilibrat;
B: les cel·les 3 i 5 estan profundament descarregades;
C: les cel·les 2 i 5 estan sobrecarregades;
D: La bateria es carrega amb equilibrador, equilibrador passiu actiu a les cel·les 2 i 5

Per augmentar la tensió nominal, els paquets de bateries solen consistir en diverses cel·les individuals o blocs de cel·les connectats en sèrie. Hi ha fluctuacions en la capacitat i resistència interna d'aquestes cel·les a causa de la producció i l'envelliment. En l'ús pràctic, sense mesures addicionals, això fa que les cel·les es carreguin i descarreguin de manera diferent, la qual cosa condueix a una descàrrega profunda crítica durant la descàrrega o a una sobrecàrrega amb la superació de la tensió de final de càrrega de les cel·les individuals durant la càrrega, encara que la tensió total és encara dins del rang de treball nominal. Depenent del tipus de bateria, això pot provocar danys irreversibles a les cel·les individuals a causa de la descomposició de l'electròlit, de manera que tot el paquet de bateria perd capacitat. A més, en cas d'excés o Si no s'assoleixen els límits de funcionament de les cel·les individuals, hi ha circuits de protecció que desactiven el paquet de bateries.

## Mètodes de funcionament
Hi ha diversos mètodes diferents d'equilibri, que s'anomenen equilibri passiu i actiu. Si una bateria pot suportar una determinada descàrrega profunda o sobrecàrrega a causa de la seva estructura química sense danyar-se, de vegades es coneix com a equilibri passiu natural (no obstant això, aquest mètode no es compta com a equilibri en el sentit més estricte). Amb l'equilibri passiu natural, l'excés d'energia de les cel·les ja plenes es converteix en calor directament a la cel·la de la bateria o es dissipa mitjançant la desgasificació. A la pràctica, l'equilibri passiu natural només es pot utilitzar amb bateries de plom i níquel-cadmi que siguin resistents a la sobrecàrrega. Amb tots els altres tipus d'acumuladors, en particular els diferents tipus d'acumuladors d'ions de liti, és necessària una igualació de càrrega en forma de circuit equilibrador passiu o actiu.

### Equilibri passiu
El mètode utilitzat amb freqüència i tècnicament més senzill d'un equilibrador passiu només funciona a la zona de l'extrem de càrrega quan les cel·les d'una bateria estan gairebé completament carregades. En el cas d'aquelles cel·les que ja han arribat a la tensió de final de càrrega, l'equilibrador connecta una resistència addicional en paral·lel a la cèl·lula, la qual cosa limita la tensió d'aquesta cel·la a la tensió de final de càrrega. Aleshores, aquesta cèl·lula només està lleugerament carregada o fins i tot lleugerament descarregada, mentre que les cel·les de la connexió en sèrie que encara no han arribat a la tensió de final de càrrega continuen alimentant-se amb el corrent de càrrega total. La potència de la resistència paral·lela s'ha d'adaptar al corrent de càrrega, ja que l'excés d'energia fa que la resistència s'escalfi.
També és possible l'equilibri passiu de les cel·les a la zona del final de la descàrrega, però rarament s'utilitza a la pràctica. Les cel·les amb més càrrega es descarreguen addicionalment amb més força mitjançant la resistència paral·lela que les cel·les que tenen menys capacitat residual. Tanmateix, no és possible aconseguir un final de càrrega comú d'aquesta manera. L'equilibri passiu en estat de càrrega parcial tampoc té importància pràctica, ja que l'estat de càrrega de les cel·les individuals només es pot determinar amb precisió mitjançant la tensió de la cel·la en estat completament carregat o gairebé buit. Fins i tot les cel·les amb la mateixa tensió de circuit obert poden tenir estats de càrrega molt diferents quan estan parcialment carregades. Només els dispositius que equilibren les tensions de bloc de 12 V a les bateries de plom-àcid (PowerCheq) amb corrents de compensació baixes (p. B. a la CiutatEl) va guanyar una certa distribució.

### Equilibri actiu

Circuit bàsic d'un equilibrador actiu amb bobines, dues etapes

Amb els equilibradors actius, el circuit d'equilibri realitza una transferència de càrrega de les cel·les veïnes entre elles i transfereix l'energia de les cel·les amb una càrrega més alta a les cel·les amb una càrrega més baixa.
En principi, el circuit representa diversos reguladors de commutació especialment optimitzats per a l'aplicació, que funcionen per cèl·lula i transfereixen activament l'energia d'una cèl·lula de major capacitat a una cel·la adjacent de menor capacitat. Aquest procés pot tenir lloc durant el procés de càrrega; Com a regla general, comença a la zona del final de la càrrega, com passa amb els equilibradors passius. Com és habitual amb els reguladors de commutació, es necessiten emmagatzematges d'energia addicionals per transferir l'energia, que es canvien entre les cel·les individuals. Els condensadors s'utilitzen per a sortides més petites i bobines per a sortides més grans.
El diagrama de circuit simplificat adjunt mostra part d'un equilibrador actiu de dues etapes. L'energia només es pot transferir en una direcció des de la cel·la amb l'índex n a la cel·la n−1 que hi ha a sota. Amb aquesta finalitat, primer s'encén el transistor de potència FET n (el circuit de control necessari per a això s'ha omès per simplicitat) i la bobina L n de la cèl·lula n es carrega fins a un determinat corrent límit. Aquest circuit està marcat amb un cercle vermell (1). Després d'això, s'obre el FET n. Com que el corrent continua circulant per una bobina, es forma un segon circuit, marcat amb un cercle blau (2), que carrega la cèl·lula n−1 mitjançant el díode D n−1. Aquest procés es repeteix fins que la càrrega de la cel·la superior n és igual a la de la cel·la n−1 .
Aquest principi es pot continuar sobre una cadena de cel·les de qualsevol longitud. Un convertidor DC- DC aïllant galvànicament (no es mostra aquí) està connectat a l'extrem inferior de la cadena, que pot extreure energia de la cel·la inferior Cel·la 1 i alimenta la cel·la a l'extrem de potencial superior sense potencial. Qualsevol distribució de càrrega es pot equilibrar activament mitjançant aquest bucle a totes les cel·les.
L'avantatge de l'equilibri actiu és el grau d'eficiència significativament més elevat, ja que l'excés d'energia només es converteix en calor en petita mesura. Per tant, l'equilibri actiu s'utilitza principalment per a sortides més grans, com ara bateries de tracció en el camp de l'electromobilitat o centrals d'emmagatzematge de bateries. El desavantatge és la major complexitat del circuit amb el control necessari i els costos més elevats associats.

## Execució pràctica

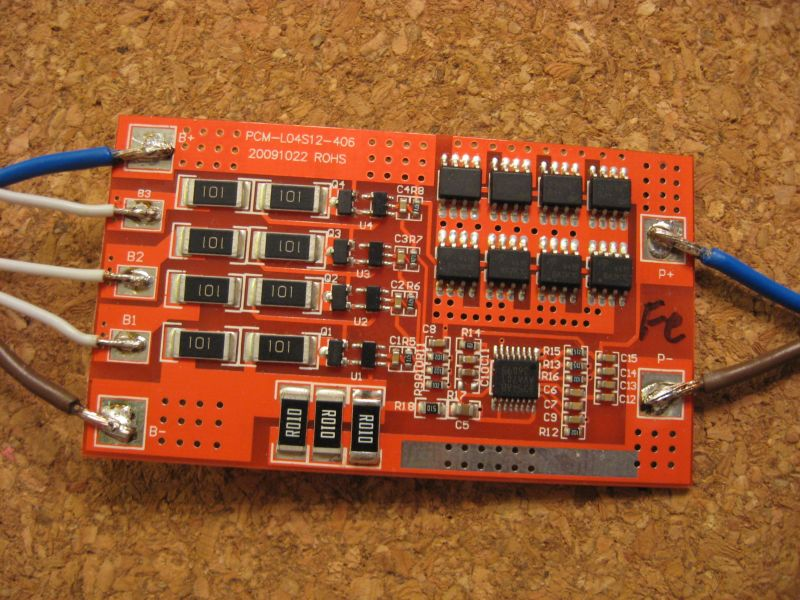
Equilibrador passiu amb circuit de protecció de la bateria per a una bateria de quatre cel·les

Els equilibradors s'utilitzen com a part dels sistemes de gestió de bateries en ordinadors portàtils, càmeres de vídeo, eines sense fil i en les bateries de tracció de vehicles elèctrics, entre altres coses. En la majoria d'aplicacions de consum, els equilibradors i les cel·les de la bateria es combinen en un mòdul comú. Aleshores, l'equilibrador ja no és visible des de l'exterior. A les cel·les de bateries més grans, també es poden col·locar mòduls especials d'equilibri passiu directament a les cel·les. Funcionen independentment l'un de l'altre i limiten la tensió de final de càrrega de la cèl·lula respectiva descarregant-les específicament per sobre de la tensió de final de càrrega mitjançant resistències de calefacció.
En la fabricació de models RC, d'altra banda, la bateria i l'equilibrador s'utilitzen normalment per separat, o l'equilibrador s'integra al carregador extern. En aquest sector també s'ofereixen equilibradors en forma de plaques de circuits impresos, de vegades també en forma de kits d'autoconstrucció. Per al funcionament, cal que totes les tensions parcials necessàries surtin al paquet de bateries, amb la qual cada cel·la es pot tractar individualment.
Quan s'utilitza la bateria per primera vegada (en el cas de paquets de bateries acabats amb un sistema de gestió de bateries integrat, això ho fa el fabricant), sovint és necessari equilibrar aproximadament la quantitat de càrrega de les cel·les. Això es fa generalment descarregant selectivament les cel·les amb el nivell de tensió més alt o carregant totes les cel·les en paral·lel fins que estiguin completament carregades abans de connectar-les en sèrie. En l'operació regular posterior, el sistema d'equilibri es fa càrrec de petites correccions.

## Sistemes de connexió en la construcció de models
Com que els fabricants no han acordat un estàndard uniforme per a les connexions dels seus equilibradors, ara hi ha un gran nombre de sistemes de connectors per equilibradors en el camp de la fabricació de models. El més comú és un endoll d'una sola fila, que conté un total més i un total menys a l'exterior. Entremig hi ha les aixetes entre les cel·les per mesurar individualment la tensió de cada cel·la i igualar la càrrega/descàrrega.
| sistema de connectors | Connexió de la bateria | Fabricant |
| --------------------- | ---------------------- | --- |
| EHR (EH) 2,5 mm       |                        | - segell - Graupner - simprop - TanicPacks (nou) - Hiperió - Emcotec - Carson - kokam - Polyquest (nou) - riu ple - Xcell - Expert en models - Robitronic - LRP - SLS (des de la primavera de 2015 mitjançant un adaptador inclòs) - Dymond |
| XHP (XH) 2,5 mm       |                        | - Dualsky - bé poder - Hiperió - Walkera - alinear - E Flite - Flightmax - rinoceront - Litestorm - Polyquest (antiga) - Top Fuel/Hacker - SLS (des de la primavera de 2015) - mylipo - La majoria de les importacions de la Xina           |
| FTP (TP) 2 mm         |                        | - potència de vol - Potència del tro - multiplex |
| pq                    |                        | - Hiperió |
| MPX                   |                        | - Emcotec |
| Electrònica Schulz    | presa de doble fila    | - Electrònica Schulz |